# 21 Canum Venaticorum
21 Canum Venaticorum, som är stjärnans Flamsteed-beteckning, är en ensam stjärna i den norra delen av stjärnbilden Jakthundarna, som också har variabelbeteckningen BK Canum Venaticorum. Den har en genomsnittlig skenbar magnitud på ca 5,14 och är svagt synlig för blotta ögat där ljusföroreningar ej förekommer. Baserat på parallaxmätning inom Hipparcosuppdraget på ca 11,8 mas, beräknas den befinna sig på ett avstånd på ca 277 ljusår (ca 85 parsek) från solen. Den rör sig närmare solen med en heliocentrisk radialhastighet på ca –3 km/s.

## Egenskaper
21 Canum Venaticorum är en blå till vit underjättestjärna av spektralklass B9 IV(Si) där suffixnoten anger att den är en siliconstjärna. Cowley et al. (1969) listade den med spektralklass A0 V Si:, som skulle matcha en stjärna i huvudserien av spektraltyp A med ':', vilket anger viss osäkerhet i klassificeringen. Den är en marginellt kemiskt speciell stjärna med svagare absorptionslinjer av helium och med variabilitet i heliumlinjerna. Bredden på linjerna för joniserat kisel varierar med en period av 21,12 ± 0,48 timmar. Den har en massa som är ca 2,7 solmassor, en radie som är ca 2,8 solradier och utsänder ca 72 gånger mera energi än solen från dess fotosfär vid en effektiv temperatur på ca 11 000 K.
21 Canum Venaticorum, eller BK Canum Venaticorum, är en roterande variabel av Alfa2 Canum Venaticorum-typ (ACV), som har visuell magnitud +5,13 och varierar i amplitud med 0,04 magnituder och med en periodicitet av 18,4 timmar.